# Aphanopus

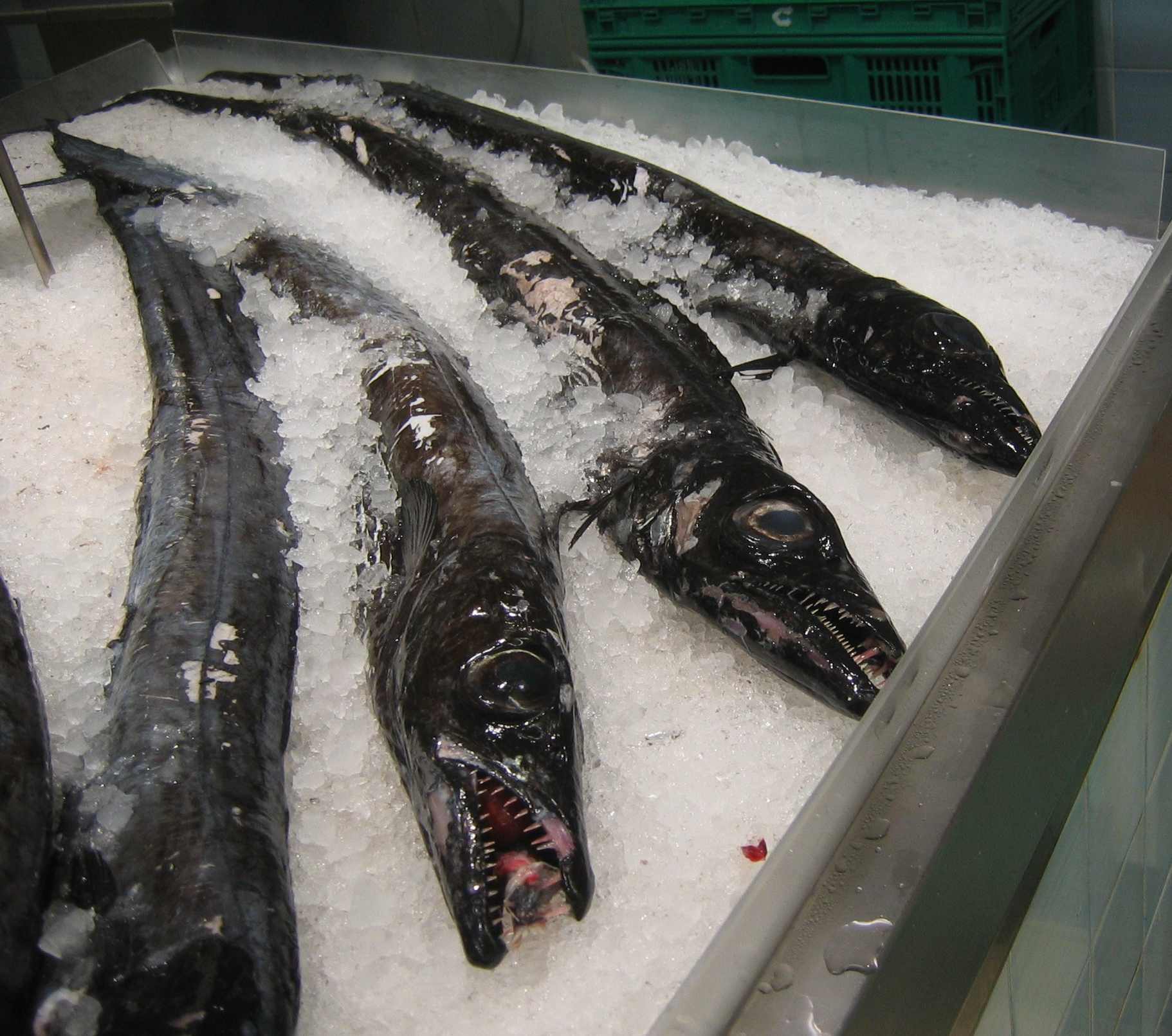
A. carbo en un mercado de Madeira.

Aphanopus es un género de peces teleósteos marinos de la orden de los perciformes, suborden de los Scombroidei y familia de los Trichiuridae, que es el tipo de la subfamilia de los Aphanopodinae.

## Taxonomía

### Descripción
El género fue descrito en 1839 por el botánico, ictiólogo y malacólogo inglés Richard Thomas Lowe.

### Etimología
Lowe construyó el nombre del género, Aphanopus, con los elementos del latín científico aphan- e -pus, derivados de los términos del griego antiguo ἀφανής aphanḗs,"invisible", "oculto", "escondido", e πούς, poús, "pié", "pata", unidos con un -o- epentético para facilitar la prununciación.
Literalmente: "los que tienen las aletas ocultas". 

### Clasificación
Según el WoRMS, el ITIS y la FishBase, el género comprende las siete especies siguientes:
- Aphanopus arigato Parin, 1994
- Aphanopus beckeri Parin, 1994
- Aphanopus capricornis Parin, 1994
- Aphanopus carbo Lowe, 1839
- Aphanopus intermedius Parin, 1983
- Aphanopus microphthalmus Norman, 1939
- Aphanopus mikhailini Parin, 1983

### Otros artículos
- Trichiuridae
- Aphanopodinae